# Goldene Kamera 1978
Die Verleihung der Goldenen Kamera 1978 fand am 9. März 1979 in der Kongresshalle in Berlin statt. Es war die 14. Verleihung dieser Auszeichnung. Das Publikum wurde durch Peter Bachér, den Chefredakteur der Programmzeitschrift Hörzu, begrüßt. Die Verleihung der Preise sowie die Moderation übernahm Werner Veigel. An der Veranstaltung nahmen etwa 1000 Zuschauer teil. Die Verleihung wurde am 23. März 1979 um 21:45 Uhr im ZDF übertragen. Die Leser wählten in der Kategorie Beste Musik im Fernsehen ihren Favoriten.

## Preisträger

### Schauspieler
- Heinz Rühmann – Diener und andere Herren
- Marius Müller-Westernhagen – Der Gehilfe und Ein Sommertagstraum

### Schauspielerin
- Ursela Monn – Ein Mann will nach oben

### Ankauf
- Günter Rohrbach – Holocaust

### Beste Bearbeitung
- Peter Märthesheimer – Holocaust

### Innovative Erfindung
- Jim Henson – Erfinder der Muppets

### Bester Kameramann
- Eckhard Dorn – Lefty – Erinnerung an einen Toten in Brooklyn

### Beste Musik im Fernsehen
- James Last – Starparade-Auftritt (Hörzu-Leserwahl)

### Bester Reporter und Autor
- Max H. Rehbein – Lefty – Erinnerung an einen Toten in Brooklyn

### Beste Sängerin und Moderatorin
- Julia Migenes – Julias Opernführer

### Teamkamera
Verkehrserziehungsreihe Der 7. Sinn
- Heinz Engels
- Werner Kleinkorres
- Günther Münch

## Sonstiges
- Der Erlös der Veranstaltung wurde an die Aktion Kinderhilfe der Deutschen Krebshilfe gespendet.
- Erstmals erhielt ein Papst die Goldene Kamera.
- Steven Whitmire und Josef Göhlen nahmen den Preis für den Muppets-Erfinder Jim Henson entgegen.

## Weblink
- Goldene Kamera 1979 – 14. Verleihung